# 晒よし飴
晒よし飴（さらしよしあめ）は、宮城県大河原町の銘菓。熱や湿気に弱く、冬季限定（9月下旬から翌年5月ころまで）の製造・販売となっていることもあって、珍重されている。

## 概要
元祖晒よし飴本舗 市場家（大河原町）が製造・販売する菓子である。
砂糖で作った薄い飴を引き伸ばして葦の茎のような極細の筒状にしたものを撚り合わせた飴である。1つの飴に約240本が撚り合わされており、舌に乗せると一瞬で溶けてなくなる独特の食感が特徴。その製造工程は機械化されておらず、職人の手作業による。
晒よし飴そのものは割れやすくもあるため、缶入りで販売される際には、でんぷんを原料としたらくがん粉を緩衝材として入れる。

## 歴史
元禄7年（1695年）に仙台藩伊達氏家臣・角田城城主石川宗恒は、市場家の先祖に珍しい菓子を作るよう命じた。市場家先祖は沼のほとりに生えていた葦の束に着想を得て、晒よし飴を作り上げた。

## 類似製品
- 霜ばしら - 仙台市の菓子屋で製造・販売されている同様の飴。晒よし飴よりも小さい[2]。